# Jules Künckel d'Herculais
Philippe Alexandre Jules Künckel d'Herculais (10 de febrero de 1843 París - 22 de diciembre de 1918 Conflans-sur-Oise) fue un entomólogo francés.
Era sobrino del químico francés Théophile-Jules Pelouze (1807-1867), e hijo de un médico. Perdió a su padre cuando tenía dos años de edad. Después de su bachillerato en 1860, ingresó en la Escuela Superior de Minas de París en 1861. Prefirió, en 1864, seguir cursos menos teóricos en el Collège de France, en el Museo Nacional de Historia Natural de Francia y en la Sorbona.
Luego de conocer a Émile Blanchard (1819-1900) se convirtió en su discípulo y secretario privado. En 1866, publicó su primera memoria que era sobre la anatomía de los hemípteros.
En 1869, entró en el Museo Nacional de Historia Natural de Francia donde ayudó a Émile Blanchard. Reemplazó a Alphonse Milne-Edwards (1835-1900) que llegó a ser ayudante de su padre Henri Milne-Edwards (1800-1885). Se convirtió en uno de los primeros profesores de la d'agronomie nacional l'Institut fundada en 1876 llegando a estudiar saltamontes en Argentina durante varios años alrededor de 1885. También estudió plagas de los cultivos en Argelia y Córcega.
En 1891 fue ampliamente notificado, pero erróneamente, informando que Kunckel d'Herculais había sido asesinado y comido por un enjambre de langostas en Argelia.
Fue elegido presidente de la Société entomologique de Francia en el año 1883.

## Algunas publicaciones
- 1899. La langosta, como abono: Extracto de un informe. Ed. Ministerio de Agricultura de la Rep. Argentina. 12 pp.

- 1895. Notice sur les titres et travaux scientifiques de Jules Künckel d'Herculais. E. Crété, 204 pp.

- 1894. Les Acridiens, vulgo sauterelles, et leurs invasions en Algérie: rapports administratifs et travaux scientifiques. Partes 1-20, 22 pp.

- 1875. Recherches sur l'organisation et le développement des volucelles: insectes diptères de la famille des syrphides. Ed. G. Masson, 208 pp.

## Abreviatura (zoología)
La abreviatura Kunckel Dherculais  se emplea para indicar a Jules Künckel d'Herculais como autoridad en la descripción y taxonomía en zoología.